# Oliver Twist (película de 1916)
Oliver Twist es una película muda perdida de drama de 1916, producida por Jesse Lasky y distribuido por Paramount Pictures. Fue dirigida por James Young. Está basado en la famosa novela de 1838, Oliver Twist, de Charles Dickens y en la versión teatral de Broadway de la novela de 1912.
Marie Doro había interpretado a Oliver en Broadway en 1912 con mucho éxito y fue contratada por Lasky para repetir su rol en esta película. De hecho, la razón principal por la que esta película se hizo fue para mostrar a Doro más que a Dickens. En la obra, los roles de Nancy, Fagin y Bill Sykes fueron interpretados por Constance Collier, Nat C. Goodwin y Lyn Harding respectivamente. Elsie Jane Wilson quién tuvo un papel secundario en la obra es Nancy en la película. Wilson y Doro fueron las únicas actrices de la obra en aparecer en esta película.
Cuatro versiones fílmicas habían sido hechas antes de esta: en 1907, 1909 y dos en 1912, el año del éxito en escena de Doro. Una versión posterior de 1922 fue protagonizada por Lon Chaney y Jackie Coogan.

## Reparto
- Marie Doro - Oliver Twist
- Tully Marshall - Fagin
- Hobart Bosworth - Bill Sykes
- Raymond Hatton - Jack Hawkins, "El Artful Dodger"
- James Neill - Señor Brownlow
- Edythe Chapman - Señora Brownlow
- Elsie Jane Wilson - Nancy
- Harry Rattenbury - Señor Bumble
- Carl Stockdale - Edward "Monks" Leeford
- W. S. Van Dyke - Charles Dickens